# Halil Altıntop
Halil Altıntop (phát âm tiếng Thổ Nhĩ Kỳ: [häˈlil äɫˈtɯnto̞p]; sinh ngày 8 tháng 12 năm 1982) là một cựu cầu thủ bóng đá người Thổ Nhĩ Kỳ hiện đã giải nghệ. Anh trai sinh đôi của anh là tiền vệ Hamit Altintop. Anh cùng với Alexander Moj hiện đang là huấn luyện viên của U17 Bayern Munich.Khi còn thi đấu anh chơi ở vị trí tiền vệ công hoặc tiền đạo.

## Sự nhiệp câu lạc bộ

### Chơi bóng nghiệp dư
Halil Altitop và anh trai lớn lên ở Gelsenkirchen, Đức và thi đấu cho đội bóng địa phương Schwarz-Weiß Gelsenkirchen-Süd. Anh và anh trai Hamit đã chuyển qua nhiều câu lạc bộ ngay từ khi thi đấu nghiệp dư. Cả hai đã thể hiện mình là những cầu thủ giỏi. Halil và Hamit đã được SG Wattenscheid 09 ký hợp đồng thi đấu chuyên nghiệp cho đội này. Sau 3 mùa giải gắn bó với Wattenscheid 09, Halil được đội bóng giàu truyền thống Kaiserslautern mua về.

### Chơi bóng chuyên nghiệp
Halil Altitop đến Kaiserslautern và thi đấu cho đội hình 2 của câu lạc bộ này. Sau khi thi đấu thuyết phục, Halil được chuyển lên đội hình 1. Năm 2005-2006, Halil đứng trong top 3 cầu thủ ghi nhiều bàn thắng nhất Bundesliga với 20 bàn. mùa giải sau, Halil tới FC Schalke 04 theo một bản hợp đồng chuyển nhượng tự do và tái ngộ với anh trai Hamit. Tại Schalke, Halil Altintop không được thi đấu ở vị trí tiến đạo mà thay vào đó là vị trí hộ công. Tuy nhiên, chỉ một mùa giải sau, sau khi có những ngày tháng đáng thất vọng ở Schalke, Halil đến Eintecht Frankfurt. Ở đây, anh đá ở vị trí tiền đạo cùng Theofanis Gekas. Tháng 5 năm 2010, Halil Altintop cùng với Eintracht có chuyến du đấu ở Việt Nam. Họ giành chiến thắng 2-0 trước Đội tuyển việt Nam và 3-1 trước câu lạc bộ Đồng Tâm Long An. Halil đã ghi 1 bàn thắng ở phút 67 trong trận đấu với ĐTLA.

## Đội tuyển quốc gia
| 1.                            | 8/6/2005   | Almaty, Kazakhstan   | Kazakhstan | 6–0 | 6–0 | Vòng loại World Cup 2006 |
| 2.                            | 8/10/2005  | İstanbul, Thổ Nhĩ Kỳ | Đức        | 1–0 | 2–1 | Giao hữu                 |
| 3.                            | 2/6/2006   | Sittard, Hà Lan      | Angola     | 3–2 | 3–2 | Giao hữu                 |
| 4.                            | 8/9/2007   | Valletta, Malta      | Malta      | 1–1 | 2–2 | UEFA Euro 2008           |
| 5.                            | 12/9/2007  | İstanbul, Thổ Nhĩ Kỳ | Hungary    | 3–0 | 3–0 | UEFA Euro 2008           |
| 6.                            | 20/8/2008  | İzmit, Thổ Nhĩ Kỳ    | Chile      | 1–0 | 1–0 | Giao hữu                 |
| 7.                            | 2/6/2009   | Kayseri, Thổ Nhĩ Kỳ  | Azerbaijan | 1–0 | 2–0 | Giao hữu                 |
| 8.                            | 14/10/2009 | Bursa, Thổ Nhĩ Kỳ    | Armenia    | 1–0 | 2–0 | Vòng loại World Cup 2010 |
| Tính đến 14 tháng 10 năm 2009 |            |                      |            |     |     |                          |

## Các con số thống kê
| Câu lạc bộ          | Mùa giải     | League | League  | Cup    | Cup     | Cúp quốc gia | Cúp quốc gia | Đấu trường châu Âu | Đấu trường châu Âu | Tổng cộng | Tổng cộng |
| Câu lạc bộ          | Mùa giải     | Ra sân | Ghi bàn | Ra sân | Ghi bàn | Ra sân       | Ghi bàn      | Ra sân             | Ghi bàn            | Ra sân    | Ghi bàn   |
| ------------------- | ------------ | ------ | ------- | ------ | ------- | ------------ | ------------ | ------------------ | ------------------ | --------- | --------- |
| Wattenscheid 09     | 2000–01      | 14     | 5       | -      | -       | -            | -            | -                  | -                  | 14        | 5         |
| Wattenscheid 09     | 2001–02      | 34     | 14      | -      | -       | -            | -            | -                  | -                  | 34        | 14        |
| Wattenscheid 09     | 2002–03      | 33     | 16      | -      | -       | -            | -            | -                  | -                  | 33        | 16        |
| Wattenscheid 09     | Tổng cộng    | 81     | 35      | 0      | 0       | 0            | 0            | 0                  | 0                  | 81        | 35        |
| Kaiserslautern      | 2003–04      | 27     | 2       | -      | -       | -            | -            | -                  | -                  | 27        | 2         |
| Kaiserslautern      | 2004–05      | 30     | 6       | -      | -       | -            | -            | -                  | -                  | 30        | 6         |
| Kaiserslautern      | 2005–06      | 34     | 20      | -      | -       | -            | -            | -                  | -                  | 34        | 20        |
| Kaiserslautern      | Tổng cộng    | 91     | 28      | 0      | 0       | 0            | 0            | 0                  | 0                  | 91        | 28        |
| Schalke 04          | 2006–07      | 34     | 6       | -      | -       | -            | -            | -                  | -                  | 34        | 6         |
| Schalke 04          | 2007–08      | 25     | 6       | -      | -       | -            | -            | 7                  | 0                  | 32        | 6         |
| Schalke 04          | 2008–09      | 31     | 4       | -      | -       | -            | -            | 4                  | 2                  | 35        | 6         |
| Schalke 04          | 2009–10      | 6      | 0       | 3      | 1       | -            | -            | -                  | -                  | 9         | 1         |
| Schalke 04          | Tổng cộng    | 96     | 16      | 3      | 1       | 0            | 0            | 11                 | 2                  | 110       | 19        |
| Eintracht Frankfurt | 2009–10      | 14     | 3       | 0      | 0       | 0            | 0            | 0                  | 0                  | 14        | 3         |
| Eintracht Frankfurt | 2010–11      | 14     | 0       | 0      | 0       | 0            | 0            | 0                  | 0                  | 14        | 0         |
| Eintracht Frankfurt | Tổng cộng    | 28     | 3       | 0      | 0       | 0            | 0            | 0                  | 0                  | 28        | 3         |
| Career total        | Career total | 296    | 82      | 3      | 1       | 0            | 0            | 11                 | 2                  | 310       | 85        |

Số liệu tính đến ngày 25 tháng 11 năm 2010